# Sommecaise
Sommecaise là một xã của Pháp, nằm trong tỉnh Yonne thuộc vùng Bourgogne, 150 km về phía đông nam thủ đô Paris.

## Địa lý
Cự ly so với các đô thị lân cận
- Les Ormes ~ 4 km
- La Ferté-Loupière ~ 5 km
- Villiers-Saint-Benoît ~ 8 km
- Perreux ~ 9 km
- Saint-Aubin-Château-Neuf ~ 9 km
- Saint-Romain-le-Preux ~ 10 km
- Grandchamp ~ 10 km
- Chevillon ~ 10 km
- Sépeaux ~ 10 km
- Dracy ~ 11 km
- Saint-Denis-sur-Ouanne ~ 11 km
- Villiers-sur-Tholon ~ 13 km
- Merry-la-Vallée ~ 13 km
- Saint-Martin-sur-Ocre ~ 13 km
- Chassy ~ 13 km

## Hành chính
Thị trưởng M.René Meyer
Các ủy viên hộ đồng	
Bà Ghislaine FABRE	
Ông J.Jacques CHEMINANT	
Ông Eric MOSER	
Ông J.Luc BOURGOIN	
Ông François BRANGER	
Ông Stéphane PAYEN	
ÔngM Jany BEDNARZ	
Bà Marlène FLAGEUL	
Bà Thérèse LE GOFF	
Ông René LE MOAL

## Thông tin nhân khẩu
| Năm | 1962 | 1968 | 1975 | 1982 | 1990 | 1999 |
| --- | ---- | ---- | ---- | ---- | ---- | ---- |
| Dân số | 241  | 206  | 206  | 220  | 212  | 279  |
| From the year 1962 on: No double counting—residents of multiple communes (e.g. students and military personnel) are counted only once. |      |      |      |      |      |      |